# Fernand-Félix-Annet-Marie Taillardat
Fernand-Félix-Annet-Marie Taillardat, francoski general, * 1890, † 1951.